# Загурский, Войцех
Войцех Загурский, Войцех Цацко–Загурский (пол. Wojciech Zagórski, Wojciech Cacko–Zagórski) — польский актёр театра и кино.

## Биография
Войцех Загурский родился 6 августа 1928 года. Дебютировал в военном театре в 1944. Актёрское образование получил в Государственной высшей театральной школе (теперь Театральная академия им. А. Зельверовича) в Варшаве. Актёр театров в Ольштыне, Ополе, Варшаве.

## Избранная фильмография
- 1954 — Под фригийской звездой / Pod gwiazdą frygijską — Рыбонь, провокатор
- 1958 — Галоши счастья / Kalosze szczęścia — руководитель хора
- 1960 — Пиковый валет / Walet pikowy — карманник Генё
- 1960 — Тысяча талеров / Tysiąc talarów — Куба, бандит
- 1962 — Мой старина / Mój stary — зритель в цирке
- 1963 — Почтенные грехи / Zacne grzechy — судья, заместитель инквизитора
- 1964 — Барышня в окошке / Panienka z okienka — представитель Струся в суде
- 1964 — Первый день свободы / Pierwszy dzień wolności — санитар
- 1966 — Ад и небо / Piekło i niebo — караванщик
- 1966 — Дон Габриэль / Don Gabriel — сосед Томицкого
- 1969 — Приключения канонира Доласа, или Как я развязал Вторую мировую войну / Jak rozpętałem II wojnę światową — турок
- 1972 — Капризы Лазаря / Kaprysy Łazarza — помощник ксёндза
- 1973 — Яношик / Janosik (телесериал) — крестьянин (в серии 1 и 9)
- 1974 — Сколько той жизни / Ile jest życia (телесериал) — секретарь партии (только в 6-й серии)
- 1975 — Директора / Dyrektorzy (телесериал) — рабочий (в серии 5 и 6)
- 1976 — Брюнет вечерней порой / Brunet wieczorową porą — работник телефонной станции
- 1976 — Далеко от шоссе / Daleko od szosy (телесериал) — пожарный (только в 1-й серии)
- 1978 — Кошки это сволочи / Koty to dranie — человек на базаре
- 1978 — Что ты мне сделаешь, когда поймаешь / Co mi zrobisz jak mnie złapiesz — клиент в магазине деликатесов
- 1980 — Карьера Никодима Дызмы / Kariera Nikodema Dyzmy (телесериал) — Леон, лакей
- 1981 — Знахарь / Znachor — лакей Чиньских
- 1983 — Альтернативы 4 / Alternatywy 4 (телесериал) — гость на свадьбе (только в 8-й серии)
- 1986 — Предупреждения / Zmiennicy (телесериал) — Метек, работник департамента экспорта прессы
- 1988 — Баллада о Янушике / Ballada o Januszku (телесериал) — фотограф (только в 1-й серии)
- 2002 — Ведьмак / Wiedźmin (телесериал) — крестьянин (только в 13-й серии)